# Marimon de Plegamans

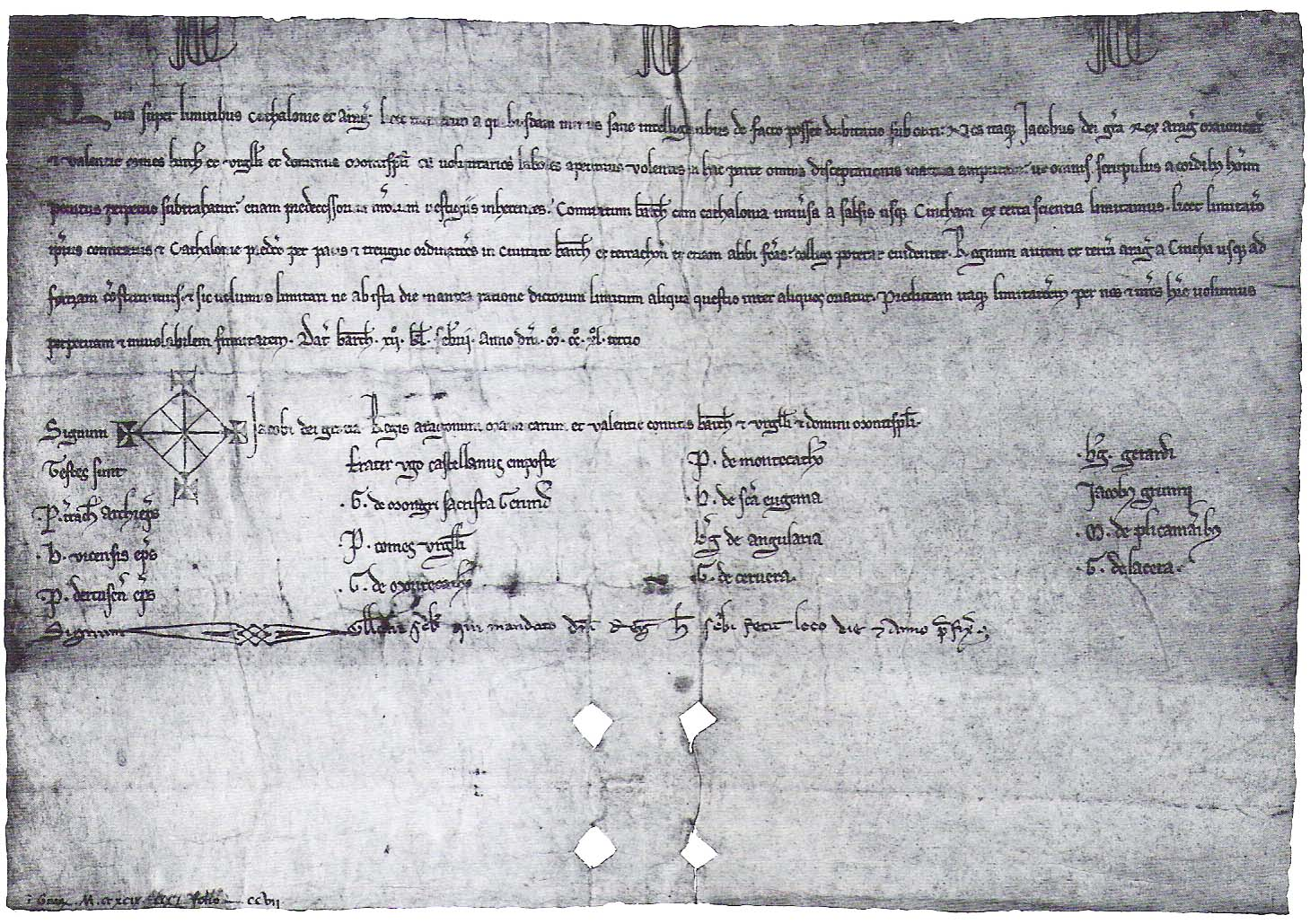
Marimon de Plegamans és testimoni dels límits entre Catalunya i Aragó fixats per Jaume I

Marimon de Plegamans (mort abans de 1259, s. XIII) fou veguer i senyor del Castell de Plegamans. Fill de Ramon de Plegamans Destaca per haver estat testimoni dels límits entre Catalunya i Aragó fixats per Jaume I.
Aquest es pot veure en el document que limitava Catalunya i Aragó, sent el 3r de la 4a columna de testimonis
Durant un temps també va ser propietari del castell de Santiga. Era propietari d'un vaixell amb Pere Marquet i Guillem de Llacera.

## Llinatge de Plegamans
Entre els familiars de Plegamans destaquen Ramon de Plegamans, Guillem de Plegamans i Bernat de Plegamans.
A partir del segle xiv, el llinatge Plegamans deixa en tot de figurar, entrant en escena altres cognoms per la historia, i concretament l'any 1371, consta que un tal Pere de Citrà va comprar la jurisdicció de Plegamans, Gallecs i Palau-Solità i ho feu enregistrar.